# Heci, Iași
Heci este un sat în comuna Lespezi din județul Iași, Moldova, România.